# Јужноафричка Република на Летњим олимпијским играма 2016.
Јужноафричка Република је учествовала на Летњим олимпијским играма 2016. које су одржане у Рио де Жанеиру у Бразилу од 5. до 21. августа 2016. године. Олимпијски комитет Јужноафричке Републике послао је 138 квалификованих спортиста у петнаест спортова. Освојено је десет медаља од тога две златне, обе у атлетици. Остале медаље освојене су у пливању, веслању, рагбију седам и триатлону.

## Освајачи медаља

### Злато
- Вејд ван Никерк — Атлетика, 400 м
- Кастер Семења — Атлетика, 800 м

### Сребро
- Камерон ван дер Бург — Пливање, 100 м прсно
- Чад ле Клос — Пливање, 200 м слободно
- Лоуренс Бритејн, Шон Килинг — Веслање, двојац без кормилара
- Чад ле Клос — Пливање, 100 м делфин
- Луво Мањонга — Атлетика, скок у даљ
- Сунет Вилјун — Атлетика, бацање копља

### Бронза
- Дилан Сејџ, Филип Сниман, Тим Агаба, Квага Смит, Вернер Кок, Кајл Браун, Чеслин Колбе, Роско Спекман, Џастин Гедалд, Сесил Африка, Сеабело Сенатла, Јуан де Јонг, Франсуа Хугор — Рагби седам, мушка репрезентација
- Хенри Схуман — Триатлон, појединачно

## Учесници по спортовима
| Спорт          | Мушкарци | Жене | Укупно |
| -------------- | -------- | ---- | ------ |
| Атлетика       | 26       | 13   | 39     |
| Бадминтон      | 1        | 0    | 1      |
| Бициклизам     | 5        | 2    | 7      |
| Веслање        | 8        | 4    | 12     |
| Гимнастика     | 1        | 0    | 1      |
| Голф           | 2        | 2    | 4      |
| Једрење        | 3        | 0    | 3      |
| Кајак и кану   | 0        | 1    | 1      |
| Коњички спорт  | 0        | 1    | 1      |
| Пливање        | 13       | 1    | 14     |
| Рагби седам    | 13       | 0    | 13     |
| Скокови у воду | 0        | 1    | 1      |
| Триатлон       | 2        | 2    | 4      |
| Фудбал         | 18       | 18   | 36     |
| Џудо           | 1        | 0    | 1      |
| 15 спортова    | 93       | 45   | 138    |